# Base antarctique Mario-Zucchelli
Pour les articles homonymes, voir Zucchelli.
La station Mario-Zucchelli (en italien : Stazione Mario Zucchelli) est une station de recherche italienne en Antarctique située sur la Baie Terra Nova. Autrefois connue comme la Base italienne de la baie Terra Nova, elle est renommée en 2004 en hommage à un ingénieur, directeur du programme Antarctique italien, décédé le 24 octobre 2003. 
Elle est opérationnelle durant la campagne d'été (d'octobre à février) et travaille en collaboration avec l'United States Antarctic Program et l'Antarctica New Zealand. Elle est également une base de départ pour rejoindre la Base antarctique Concordia distante de 1 200 kilomètres.
Dans la même baie, l'Allemagne gère la petite base d'été Godwana, à 7 km. La base permanente Jang Bogo, située à seulement 8,5 km, a également été construite par la Corée du Sud entre 2012 et 2014.